# Peter Moberg
Peter Moberg, född den 25 september 1747 i Karlskrona, död den 19 januari 1824 på Karlbergs slott, var en svensk språkman och läroboksförfattare.
Moberg var lärare vid Kungliga Krigsakademien 1792—1819.  Han blev titulärprofessor 1807 och ledamot av Kungliga Musikaliska Akademien 1822. Moberg utgav bland annat Försök till en praktisk lärobok för svenska nybegynnare i engelska språket (1801; 4:e upplagan 1831) och Försök till en lärobok för nybegynnare i allmänna och svenska grammatiken (1815; 2:a upplagan 1825). Sistnämnda språklära är ett värdefullt tidsdokument genom sitt rikhaltiga innehåll och mängden av exempel. Särskilt måste framhållas, att Moberg var en god och mångsidig iakttagare av sin samtids språkbruk och att han självständigt och för första gången behandlat flera delar av språkläran, bland annat stilistik, syntax, ordbildningslära och fraseologi.